# Seversky P-35
Seversky P-35 – amerykański samolot myśliwski produkowany w latach 1937–1940 przez Seversky Aircraft Company (później Republic Aviation Company). Służył w lotnictwie lotnictwie armii USA oraz w Szwecji i Ekwadorze. 

## Prototypy
Samolot został zaprojektowany jako myśliwska wersja samolotu treningowego SEV-3 i otrzymał fabryczne oznaczenie SEV-2XP. Był to samolot dwumiejscowy, z silnikiem gwiazdowym Wright R-1670 o mocy 550 kW (735 KM). Uzbrojenie stanowiły 1 karabin maszynowy kalibru 12,7 mm i 1 karabin maszynowy kal. 7,62 mm w osłonie silnika oraz 1 karabin maszynowy kal. 7,62 mm obsługiwany przez tylnego strzelca. Samolot posiadał stałe podwozie. Prototyp uległ poważnym uszkodzeniu 18 czerwca 1935, przed rozpoczęciem testów przez lotnictwo armii amerykańskiej. Podczas napraw wprowadzono zmiany do samolotu likwidując stanowisko tylnego strzelca oraz montując wciągane podwozie. Wymieniono też silnik na Wright R-1820-65 Cyclone 9 o mocy 634 kW (850 KM). Przebudowany samolot oznaczono SEV-1XP i w sierpniu 1935 przekazano do testów. Wobec niewystarczających osiągów konstruktorzy próbowali zastąpić silnik R-1820 innym, po kilku próbach zdecydowano się na Pratt & Whitney R-1830-9 Twin Wasp, o mocy 635 kW (850 KM).

## P-35
W 1936 roku SEV-1XP wygrał konkurs lotnictwa armii pokonując samolot Curtiss Model 75 Hawk (późniejszy samolot P-36). W 1937 złożono zamówienie na 77 egzemplarzy SEV-1XP, które otrzymały oficjalne oznaczenie P-35. Ze względu na zaogniającą się sytuację postanowiono jednak zamówić również 210 samolotów P-36. 76 seryjnych P-35 dostarczano do jednostek przed końcem sierpnia 1938 roku. Ostatni samolot eksperymentalnie wyposażono w silnik Pratt & Whitney R-1830-9 z dwustopniową turbosprężarką.

## P-35A
Szwecja zamówiła 120 egzemplarzy P-35 wyposażonych w silniki Pratt & Whitney R-1830-S1C1 Twin Wasp o mocy 745 kW (1000 KM). 60 samolotów, które dotarły do Szwecji uzbrojono w 2 karabiny maszynowe 7,62 mm w osłonie silnika i 2 karabiny 13,2 mm w skrzydłach. Pozostałe 60 samolotów w wyniku nałożenia embarga na sprzedaż broni do Szwecji przekazano lotnictwu USA. Wyposażono je w 2 karabiny maszynowe 12,7 mm w kadłubie oraz 2 karabiny maszynowe 7,62 w skrzydłach. W USA otrzymały one oznaczenie P-35A i większość z nich wysłano na Filipiny. 12 maszyn, które pozostały w USA używano jako samoloty treningowe, a później sprzedano do Ekwadoru.